# جون هنري جاكوبس
جون هنري جاكوبس (بالإنجليزية: John Henry Jacobs)‏ هو سياسي أمريكي، ولد في 18 أبريل 1847، وتوفي في 1934.